# Coupe Memorial 1933
Navigation
Édition précédente Édition suivante
La finale de l'édition 1933 de la Coupe Memorial est présentée au Maple Leaf Gardens de Toronto en Ontario. Le tournoi est disputé dans une série au meilleur de trois rencontres entre le vainqueur du trophée George T. Richardson, remis à l'équipe championne de l'est du Canada et le vainqueur de la Coupe Abbott remis au champion de l'ouest du pays.

## Équipes participantes
- Les Redmen de Newmarket de l'Association de hockey de l'Ontario, en tant que vainqueurs du trophée George T. Richardson.
- Les Pats de Regina de la Ligue de hockey junior du sud de la Saskatchewan en tant que vainqueurs de la Coupe Abbott.

### Résultats
| Match | Vainqueur           | Résultat | Perdant        | Lieu                         |
| ----- | ------------------- | -------- | -------------- | ---------------------------- |
| 1     | Redmen de Newmarket | 2-1      | Pats de Regina | Maple Leaf Gardens (Toronto) |
| 2     | Redmen de Newmarket | 2-1 (3P) | Pats de Regina | Maple Leaf Gardens           |

## Effectifs
Voici la liste des joueurs des Redmen de Newmarket, équipe championne du tournoi 1933 :
- Entraîneur : Bill Hancock
- Joueurs : Silver Doran, Ran Forder, Chief Huggins, Pep Kelly, Norm Mann, Aubrey Marshall, Red McArthur, M. Ogilvie, Jimmy Parr, Howard Peterson, Gar Preston, Sparky Vail, Don Willson.